# Rafał Choynowski
Rafał Choynowski (ur. 23 czerwca 1960 w Poznaniu) – jeździec, instruktor jeździectwa, olimpijczyk z Atlanty 1996.
Uczestnik igrzysk olimpijskich w Barcelonie gdzie był rezerwowym w drużynie w konkurencji WKKW, ale w zawodach nie wystartował. Cztery lata później podczas igrzysk olimpijskich w Atlancie wystąpił we Wszechstronnym Konkursie Konia Wierzchowego gdzie zajął 16 miejsce.
Był zawodnikiem m.in. LKS Cwału Poznań, LKS Chojnów i LKS Lumel Drzonków.